# Mesteacăn (Brad), Hunedoara
Mesteacăn este un sat ce aparține municipiului Brad din județul Hunedoara, Transilvania, România. Are o populație de 618 locuitori.

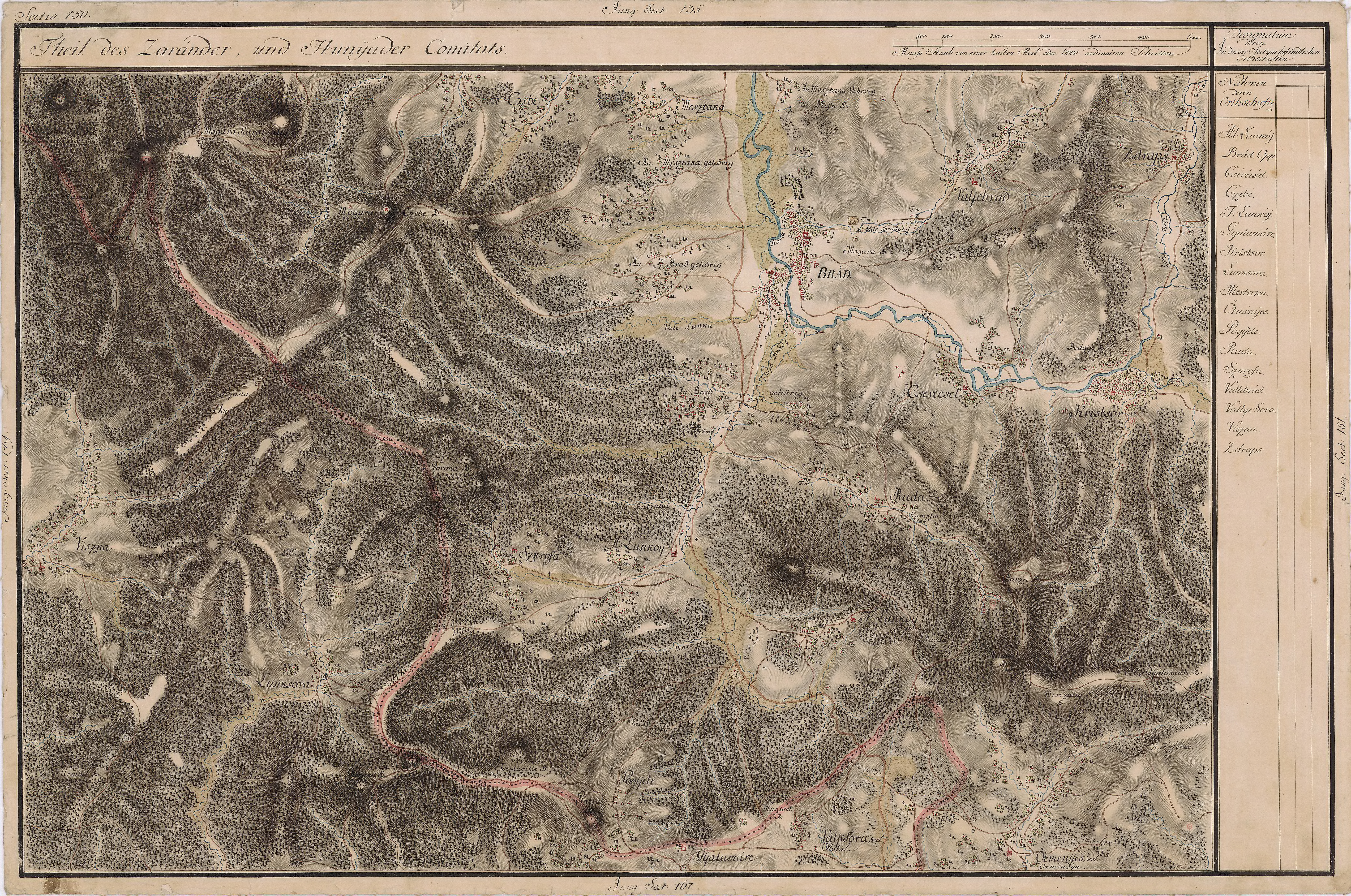
Mesteacăn în Harta Iosefină a Transilvaniei, 1769-73